# Wolfgang Glaser
Wolfgang Glaser – czechosłowacki skoczek narciarski. Uczestnik mistrzostw świata.
Glaser dwukrotnie uczestniczył w rywalizacji skoczków narciarskich na mistrzostwach świata seniorów. W 1929 w Zakopanem, po skokach na odległość 51,5 i 53 metrów, zajął 15. pozycję. Dwa lata później w Oberhofie oddał skoki na odległość 35 i 41,5 metrów, jednak miejsce na jakim się uplasował jest nieznane (prawdopodobnie nie został sklasyfikowany).